# Codicil

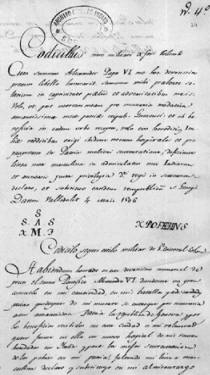
Codicil van Christopher Columbus, voorpagina, 1506

Een codicil (ontleend aan het Frans, codicille) is een door een persoon zelf met de hand geschreven, gedagtekend en door de schrijver zelf ondertekend document waarin bepaalde wensen worden vastgelegd die werking krijgen na overlijden. In Nederland kan een codicil gebruikt worden voor bepaalde uiterste wilsbeschikkingen, waarin de opsteller (erflater) zonder tussenkomst van de notaris de vererving van bepaalde roerende zaken regelt, artikel 4:97 Burgerlijk Wetboek (erfrecht). Ook kan een codicil worden gebruikt voor het vastleggen van wensen rond de eigen uitvaart, of voor een regeling van auteursrechten en naburige rechten.
Omdat een codicil veranderbaar is zonder het inschakelen van een notaris en dus zonder verdere kosten, kan de inhoud eenvoudiger worden aangepast wanneer de omstandigheden wijzigen dan een testament. Dat is ook een nadeel, omdat het voor anderen eenvoudiger is de inhoud ongeoorloofd te wijzigen. Ook kan (zachte) dwang of bedreiging op een persoon worden uitgeoefend om een codicil op te maken of te wijzigen in het voordeel van de persoon die de dwang of dreiging uitoefent. Bij een notaris is dat over het algemeen niet mogelijk. Een codicil kan in bewaring worden gegeven bij een notaris, of er kan een kopie in een gesloten envelop aan enkele mensen in de naaste omgeving worden gegeven, zodat de inhoud niet eenvoudig door anderen dan erflater kan worden veranderd.

## Vorm van een codicil
Een getypte of gedrukte tekst is niet rechtsgeldig als codicil, zoiets kan in juridische zin niet als codicil worden aangemerkt. Als het codicil uit meerdere bladzijden bestaat, is verstandig dat de bladzijden doorlopend een nummer krijgen en op elke pagina een handtekening of paraaf wordt gezet.
Een getypte of gedrukte tekst kan wel gebruikt worden om wensen vast te houden voor het handelen na overlijden, maar dat document heeft niet de rechtskracht van een codicil en kan niet gezien worden als uiterste wilsbeschikking. Het zal alleen gebruikt kunnen worden als voor alle betrokkenen vast staat, dat dit de wensen van de overledene zelf zijn.
Wordt een door erflater ondertekende getypte of met printer gedrukte tekst in bewaring gegeven bij een notaris, geldt dat onder omstandigheden als onderhands testament (artt. 4:94 en 4:95 BW).

## Inhoud van een codicil
Door middel van een codicil kan iemand bij leven vastleggen dat bepaalde zaken als sieraden, boeken, (digitale) documenten, kledingstukken, meubels, mobiele telefoon, laptop of andere voorwerpen die behoren tot de eigen inboedel, na overlijden toekomen aan met naam en toenaam genoemde personen en/of instellingen, dit heet juridisch legateren. De goederen gaan bij overlijden niet direct in eigendom over op de begunstigde, zoals de nalatenschapsgoederen bij een testament, een begunstigde krijgt een vordering op de erfgenamen. In het codicil kan de wens worden opgenomen dat een goed in het privévermogen valt van degene aan wie wordt vermaakt, zodat het bij scheiding niet naar het schoonkind kan gaan ('privéclausule'). Een verzameling sieraden, boeken, media of inboedelstukken kan niet als algemeenheid worden beschreven in het codicil, bijvoorbeeld "mijn sieraden", de stukken moeten afzonderlijk worden beschreven. 
Ook kan via een codicil geregeld worden op wie auteursrecht en naburige rechten bij overlijden overgaan, in afwijking van de algemene wettelijke regels.
Tevens kan een codicil wensen bevatten met betrekking tot verzorging van het eigen lichaam na overlijden, opbaring, de eigen uitvaart en de asbestemming. Ook indien de persoon niet bekwaam is een uiterste wil te maken, artikel 19, lid 1 Wet op de Lijkbezorging. De opdrachtgever van begrafenis of crematie is verplicht de uitvaartwensen van overledene te volgen, ook als diegeen een zogenaamde begrafenisexecuteur is (art.18 lid 2 Wet op de Lijkbezorging).
In een gedagtekend en persoonlijk ondertekend document kunnen aanwijzingen voor de erfgenamen worden gegeven als hulp bij beheer en afwikkeling van de nalatenschap, maar er bestaat geen regeling die het volgen van zulke aanwijzingen verplicht stelt. Erfgenamen zijn bij overlijden de nieuwe eigenaren van de nalatenschap en hebben het samen voor het zeggen. Wel kan het in en codicil bepaalde door een rechter worden meegenomen in het kader van een toetsing of de erfgenamen tegenover elkaar naar redelijkheid en billijkheid handelen; in het kader van de uitleg van een testament of bij toetsing van het gedrag van een bij testament benoemd executeur of bewindvoerder.

## Rechtsgeldigheid
Een codicil heeft dezelfde rechtsgeldigheid als een testament, maar er is geen vormvereiste dat het door een notaris moet worden opgemaakt of bij een notaris in bewaring moet worden gegeven, zoals bij een testament. Wel kan het document bij een notaris in bewaring worden gegeven; maar wettelijk vereist is dat niet. Een codicil heeft niet dezelfde wettelijke bewijskracht als een notariële akte, ligt het bij een notaris is de authenticiteit eenvoudiger aan te tonen. Codicils worden niet centraal geregistreerd zoals een testament. Veilig opbergen van het document is een vereiste, maar ook dat een vertrouwenspersoon van de bergplaats op de hoogte is en er in geval van overlijden bij kan komen. Alleen het originele exemplaar is rechtsgeldig. Nadeel van een codicil dat thuis wordt bewaard, is dat erfgenamen en niet-begunstigden de geldigheid ervan kunnen aanvechten.

## Wijziging van een codicil
Wijziging van een codicil is mogelijk door een nieuw te maken en het oude te vernietigen (inclusief een eventuele kopie). Opzettelijke vernietiging van een codicil door anderen, zonder uitdrukkelijke toestemming van de erflater is een misdrijf; het maakt een erfgenaam die zich hieraan schuldig maakt onwaardig te erven: hij verliest dus zijn erfgenaamschap.
Een codicil kan ook herroepen worden met een bepaling in een testament.

## Geschiedenis
Tegenwoordig is het codicil van beperkt belang; in de negentiende eeuw vormden echter de zo te legateren goederen voor het leeuwendeel van de bevolking het enige dat ze ooit zouden nalaten. De wetgever heeft daarom dit speciale "testament voor de armen" mogelijk gemaakt omdat de meesten geen geld hadden voor een echt testament.
Het begrip codicil is al eeuwenoud, in de Nederlandse taal is het in een document uit 1339 aangetroffen. Het komt oorspronkelijk van het Latijnse woord cōdicillus, wat plankje, brief, korte tekst, betekent.

## Niet mogelijk in codicil
Nalaten van geld (zowel contant geld als een banktegoed) en onroerende goederen kan niet via een codicil. Dit is alleen mogelijk door middel van een testament via de notaris of een onderhandse akte die in bewaring wordt gegeven bij de notaris. Hetzelfde geldt voor waardevolle spullen zoals een auto, antiek of duurdere schilderijen. Tot invoering van het nieuwe erfrecht in 2003 was het mogelijk bij codicil een testamentuitvoerder te benoemen, dat is sindsdien niet meer mogelijk. Men kan nu bij testament een executeur benoemen, deze persoon heeft een wettelijk takenpakket. Wel blijven benoemingen in een codicil van vóór 2003 geldig.

## Donorcodicil
Een bijzondere vorm van het codicil is het donorcodicil. Hiermee geeft een persoon toestemming om na zijn of haar overlijden organen of weefsels te transplanteren naar een levende persoon. In Nederland wordt het donorcodicil wel centraal geregistreerd.